# 亀渕昭信のにっぽん全国ラジオめぐり
『亀渕昭信のにっぽん全国ラジオめぐり』（かめぶち あきのぶの にっぽんぜんこくラジオめぐり）は、NHKラジオ第1放送とNHKワールド・ラジオ日本で2011年3月29日から2013年3月26日まで隔週火曜日夜に放送されていたラジオ番組である。

## 概要
元ニッポン放送パーソナリティで、フリーアナウンサー・音楽評論家として活動する亀渕昭信が、自らのラジオ業界への恩返しと、新しいラジオの魅力を発見するための「ラジオルネサンス」作りへの挑戦を込めて、全国各地の県域民放ラジオ局、さらにはコミュニティ放送を毎回1局ずつ取り上げ、その地域でしか聴くことのできないローカル番組や名物パーソナリティをNHKの電波を通して大々的に紹介しようとするものである。アシスタントは山田敦子（日本語センターアナウンサー。前番組で紹介された）。
亀渕は、この枠の前番組『亀渕昭信のいくつになってもロケンロール!』も司会をしていた。本来は2011年3月15日で終了することになっていたが、東日本大震災の影響を受け、特別編成となったため当初は延期と発表された。しかし、予定通り当番組を3月29日から立ち上げたため、前番組は事実上3月1日で終了となった。
2013年3月26日（この日は2時間スペシャル「やっぱりラジオが好き」と題して途中20:55 - 21:05頃の中断を挟んで21:55まで2部構成）が最終回となる。この最終回は2013年3月2日にNHKラジオセンター公開スタジオで収録されたもので、HBCのパーソナリティ山根あゆみ、SBCのパーソナリティ坂橋克明、FM愛媛アナウンサーの関千里、TBCアナウンサーの藤沢智子をゲストとして招いた公開収録として、リスナーとの交歓会が行われた。

## 放送時間
いずれも原則として隔週火曜日
- 2011年度：21:05ごろ - 21:55
- 2012年度：20:05ごろ - 20:55

## 紹介されたラジオ番組
ワイド番組、特にブロックワイドの紹介率が高め。在京番組の紹介率は非常に低い傾向。
| 回 | 紹介放送日     | 放送局                            | 紹介番組名                                  | 紹介番組出演者                                    |
| -- | -------------- | --------------------------------- | ------------------------------------------- | ------------------------------------------------- |
| 1  | 2011年3月29日  | 中国放送                          | 秘密の音園                                  | 青山高治                                          |
| 2  | 2011年4月12日  | 中部日本放送（現在のCBCラジオ）   | つボイノリオの聞けば聞くほど                | つボイノリオ                                      |
| 3  | 2011年4月26日  | 新潟放送                          | 近藤丈靖の独占!ごきげんアワー               | 近藤丈靖                                          |
| 4  | 2011年5月10日  | ラジオ沖縄                        | ティーサージ・パラダイス                    | 真栄平仁（ひーぷー）                              |
| 5  | 2011年5月24日  | 静岡エフエム放送                  | K-MIX 2ストライク1ボール                    | 廣木弓子                                          |
| 6  | 2011年6月7日   | 信越放送                          | 坂ちゃんのずくだせえぶりでい                | 坂橋克明                                          |
| 7  | 2011年6月21日  | エフエム福岡                      | BUTCH COUNTDOWN RADIO                       | BUTCH                                             |
| 8  | 2011年7月5日   | 長崎放送（NBCラジオ佐賀）         | きかせられないラジオ                        | 林田繁和 村山仁志                                 |
| 9  | 2011年7月19日  | NHK仙台放送局 東北放送            | （東日本大震災関連）                        |                                                   |
| 10 | 2011年8月2日   | 北海道放送                        | カーナビラジオ午後一番!                     | YASU 山根あゆみ 大森俊治                          |
| 11 | 2011年8月30日  | ラジオ関西                        | 王様ラジオキッズ                            | 木村三恵                                          |
| 12 | 2011年9月13日  | 南海放送                          | げつよう パワフル レイディオゥ!! らくやのぉ | らくさぶろう やのひろみ                           |
| 13 | 2011年9月27日  | IBC岩手放送                       | 朝からRADIO                                 | 菊池幸見                                          |
| 14 | 2011年10月11日 | 青森放送                          | 土曜ワラッター!                             | 橋本康成 野坂真理                                 |
| 15 | 2011年10月25日 | KBS京都                           | 早川一光のばんざい人間                      | 早川一光 竹上和見                                 |
| 16 | 2011年11月8日  | 九州朝日放送                      | PAO〜N                                      | 沢田幸二                                          |
| 17 | 2011年11月22日 | 大分放送                          | 夕方なしか                                  | 吉田寛                                            |
| 18 | 2011年12月6日  | 北日本放送                        | ご近所ラジオKNB!                            | 鍋田恭子 庄司幸寛                                 |
| 19 | 2011年12月20日 | 山梨放送                          | Talk魂765 Go!Go!イチ                        | バカボン鬼塚                                      |
| 20 | 2012年1月17日  | 熊本放送                          | 土曜だ!!江越だ!?                            | 江越哲也                                          |
| 21 | 2012年1月31日  | 茨城放送（現在のLuckyFM茨城放送） | ラテンフォルクローレをご一緒に              | 飯田利夫                                          |
| 21 | 2012年1月31日  | 西日本放送                        | タンゴアルバム                              | 岡田寛                                            |
| 22 | 2012年2月14日  | 東海ラジオ放送                    | 宮地佑紀生の聞いてみや〜ち                  | 宮地佑紀生 神野三枝                               |
| 23 | 2012年2月28日  | ベイエフエム                      | I'm Alive!                                  | 小島嵩弘（YK型）                                  |
| 24 | 2012年3月13日  | ラジオ福島                        | かっとびワイド                              | 鏡田辰也 二宮チエ（ハッピーチエ） 和合敦子        |
| 25 | 2012年3月27日  | 静岡放送                          | テキトーナイト!!                            | 鬼頭里枝                                          |
| 26 | 2012年4月10日  | エフエム沖縄                      | ゴールデンアワー                            | 西向幸三 糸数美樹                                 |
| 27 | 2012年4月24日  | 岐阜放送                          | 月〜金ラヂオ 2時6時                         | 本地洋一 吉田早苗                                 |
| 28 | 2012年5月8日   | エフエムナックファイブ            | スギテツのGRAND NACK RAILROAD               | スギテツ                                          |
| 29 | 2012年5月22日  | 秋田放送                          | 花ちゃんの民謡は日本一                      | 小野花子 菅原五郎                                 |
| 30 | 2012年6月5日   | 宮崎放送                          | GO!GO!ワイド                                | 川野武文 坂井淳子                                 |
| 31 | 2012年7月3日   | エフエム愛媛                      | カモ☆れでぃ★Night!                          | 関千里 いしざきあさみ                             |
| 32 | 2012年7月17日  | 山陽放送（現在のRSK山陽放送）     | はまいえサタデー〜白雲悠々〜                | 濱家輝雄 大西知伽                                 |
| 33 | 2012年7月31日  | 山陰放送                          | 自由ほんぽーおしゃべり本舗                  | べるを 谷口和美                                   |
| 34 | 2012年8月14日  | 福井放送                          | ジュン＆クミの時間外受付                    | 上田純子 堀内くみ子                               |
| 35 | 2012年8月28日  | 和歌山放送                        | ラジオナマステ ときどき古家学               | 笹本博司 ガネーシュ・ギリ                         |
| 36 | 2012年9月11日  | 山口放送                          | DO!ASA                                      | 渡辺三千彦 山本恭子                               |
| 37 | 2012年9月25日  | 東北放送                          | それいけミミゾー                            | 石川太郎                                          |
| 38 | 2012年10月9日  | STVラジオ                         | ウイークエンドバラエティ 日高晤郎ショー     | 日高晤郎 とついようこ                             |
| 39 | 2012年10月23日 | 栃木放送                          | ラジっちゃう?                               | 嶋均三 松井里恵                                   |
| 40 | 2012年11月6日  | 朝日放送（現在の朝日放送ラジオ）  | おはようパーソナリティ道上洋三です          | 道上洋三                                          |
| 40 | 2012年11月6日  | ラジオ大阪                        | GO!GO!弁天R.シスターズ                      | 松本雅子 和田麻実子 小川真由 （弁天R.シスターズ） |
| 40 | 2012年11月6日  | NHK大阪放送局                     | かんさい土曜ほっとタイム                    | 佐藤誠                                            |
| 41 | 2012年11月20日 | 毎日放送                          | ありがとう浜村淳です                        | 浜村淳                                            |
| 41 | 2012年11月20日 | エフエム大阪                      | おとなの文化村                              | 野杁育郎 能口仁宏                                 |
| 41 | 2012年11月20日 | FM802                             | ROCK KIDS 802                               | 鬼頭由芽                                          |
| 42 | 2012年12月18日 | 南日本放送                        | 城山スズメ                                  | 釆野吉洋 笹田美樹                                 |
| 43 | 2012年1月15日  | 長野エフエム放送                  | 346 GROOVE FRIDAY!                          | 三四六                                            |
| 44 | 2013年1月29日  | 高知放送                          | ラジオアイランドまる○しこく                 | 井出上恵 井津葉子                                 |
| 45 | 2013年2月12日  | エフエム群馬                      | G★FORCE                                     | 竹村淳矢 櫻井三千代                               |
| 46 | 2013年2月26日  | 北陸放送                          | 鼻毛の森のラジパラ?                         | 鼻毛の森 福島彩乃                                 |
| 47 | 2013年3月12日  | 琉球放送                          | 民謡で今日拝なびら                          | 上原直彦 北島角子                                 |
| 48 | 2013年3月26日  | NHK                               | 亀渕昭信のにっぽん全国ラジオめぐり総集編    | #概要参照。                                       |

## 関連番組
- こうせつと仲間たち - 隔週で放送されるもうひとつの番組。
- ザ・ベストラジオ2011、ザ・ベストラジオ2012、ザ・ベストラジオ2013 - 亀渕昭信と山田敦子が、日本民間放送連盟賞、文化庁芸術祭賞 ラジオ部門大賞、ギャラクシー賞 ラジオ部門大賞を受賞番組を紹介するNHKラジオ第1の特番。
- カメちゃんのオールナイト ミナミ ニッポン - 2013年10月10日22:00 - 24:00(MBC開局60周年記念SP　つながるラジオ!ひろがれラジオ!内) - 亀渕がDJ
- 明日のテレビ明日のラジオ - 2013年10月13日16:00 - 17:00(RAB青森放送創立60周年記念スペシャル　瞬をつないで 内公開放送部分) - 亀渕が出演